# Silurus biwaensis
Silurus biwaensis es una especie de peces de la familia Siluridae en el orden de los Siluriformes.

## Morfología
• Los machos pueden llegar alcanzar los 118 cm de longitud total y los 17,2 kg de peso.

## Distribución geográfica
Es un endemismo del lago Biwa (Japón ).